# Graffejeva opnarka
Graffejeva opnarka (znanstveno ime Colletes graeffei) je vrsta divjih čebel iz družine opnark, razširjena po vzhodnem Sredozemlju.
V Sloveniji je ta samotarska vrsta divjih čebel razširjena po Krasu in Polhograjskem hribovju, kjer obiskuje izključno cvetove lepega luka, leta pa v juliju in avgustu. Tu je razmeroma pogosta, ocenjujejo, da na Slovenskem živi evropsko pomembna populacija te vrste, ki je opredeljena kot ogrožena na evropskem rdečem seznamu čebel. Graffejeva opnarka je bila opisana po primerku, ki ga je na območju Tolmina ujel švicarski entomolog Eduard Graeffe.